# Eva Padberg
Pour les articles homonymes, voir Padberg.
Eva Padberg, née le 27 janvier 1980 à Bad Frankenhausen, est un modèle pour photographes allemand, aussi chanteuse, compositrice, présentatrice et actrice.

## Vie privée

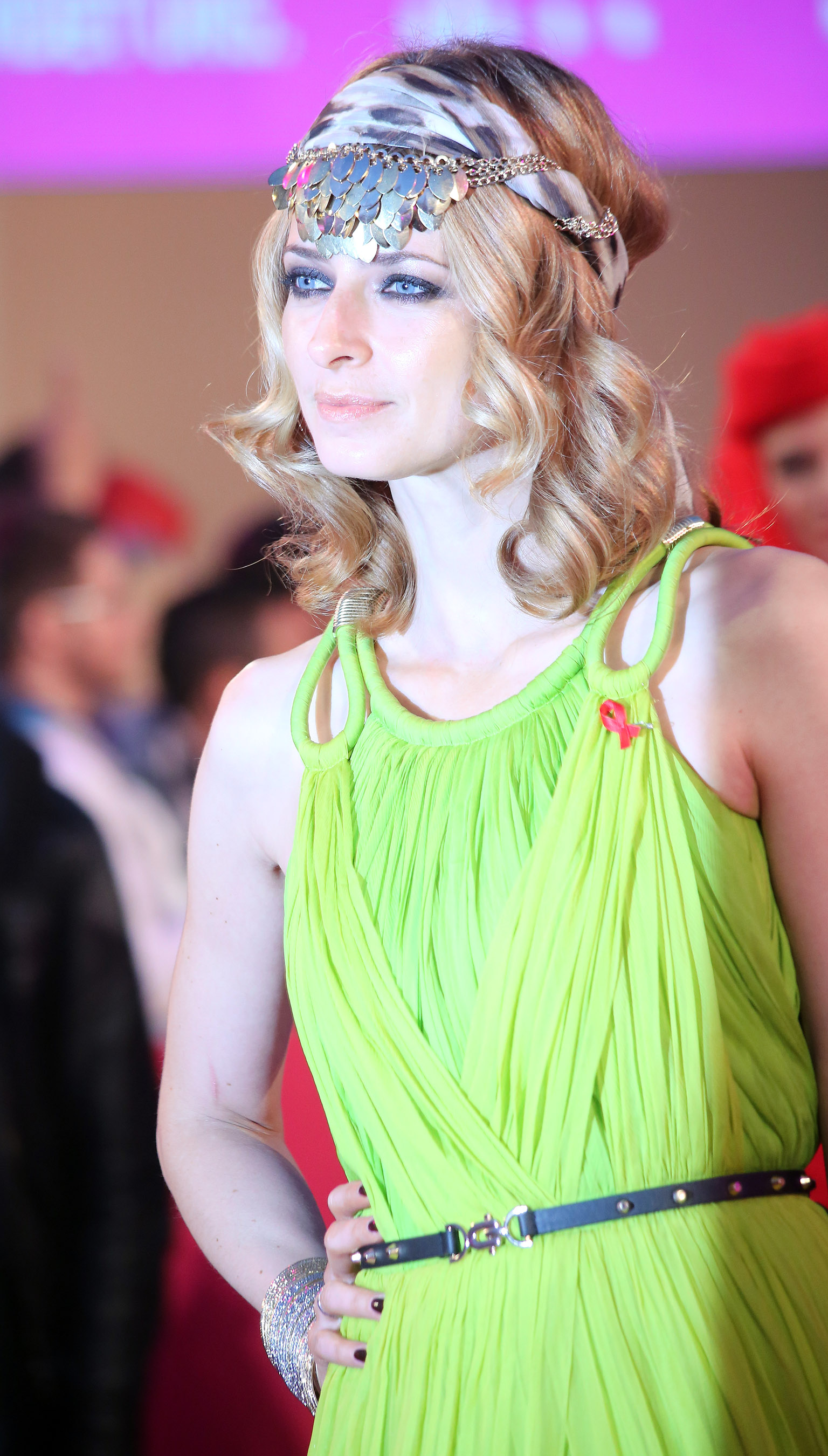
Eva Padberg, Life Ball 2013.

Eva Padberg grandi à Rottleben. En 1995 elle postule au concours de Bravo-Girl-und-Boy-Wahl. En arrivant dans les dix premiers, elle remporte des prises d'essai pour Louisa Models à Munich. En 1998, après son baccalauréat, elle commence sa carrière de modèle professionnel.

## Musique
Eva Padberg est la chanteuse du duo Dapayk et Padberg, qu'elle forme avec son mari Niklas Worgt, un duo du Clubmusicszene électronique. Elle sort alors un premier album Close Up sur Mo's Ferry Prod en septembre 2005. Son second album Black beauty sort à l'automne 2007. 
En 2012 le troisième album s'appelle Sweet Nothings.

## Cinéma
En 2006, Padberg joue dans le film Maria an Callas. En 2007, elle a une scène dans l'adaptation cinématographique du jeu vidéo King Rising, au nom du roi. En 2008, elle apparaît pour un rôle secondaire dans la série télévisée Présumé Coupable. En 2011, elle joue dans Wickie auf großer Fahrt puis dans la comédie Rubbeldiekatz.

## Télévision
- En 2002, Eva Padberg remplaçait Alexandra Kamp dans le jury du show de Casting le star Search. Par la suite elle reprenait la modération du show MTV "Designerama".
- En 2011, dans la série Der Staatsanwalt.
- En 2012,  elle rejoint, avec Karolína Kurková, le jury et la conseillère le modèle Castingshow le modèle parfait[pas clair].

## Autobiographie
- Model Ich, Diederichs Verlag, Munich, 2011.